# 1991 في الأوروغواي
فيما يلي قوائم الأحداث التي وقعت خلال عام 1991 في الأوروغواي.

## رياضة
- 1 يناير – الدوري الأوروغواياني لكرة القدم 1991 الفائز ديفينسور سبورتينغ.

## مواليد

### يناير
- 5 يناير – برايان لوغو لاعب كرة قدم أوروغواياني.
- 8 يناير – كاميلو مايادا لاعب كرة قدم أوروغواياني.
- 9 يناير – دييغو باربوزا لاعب كرة قدم أوروغواياني.
- 19 يناير – نيكو فاريلا لاعب كرة قدم أوروغواياني.

### فبراير
- 4 فبراير – ليوناردو ميلازي لاعب كرة قدم أوروغواياني.
- 15 فبراير – غويلرمو دي لوس سانتوس لاعب كرة قدم أوروغواياني.
- 16 فبراير – داروين توريس لاعب كرة قدم أوروغواياني.
- 16 فبراير – غونزالو كامارغو لاعب كرة قدم أوروغواياني.
- 27 فبراير – ديفيد تيكسيرا لاعب كرة قدم أوروغواياني.
- 27 فبراير – لياندرو جيلبي لاعب كرة قدم أوروغواياني.

### مارس
- 31 مارس – فرناندو اريسمندي لاعب كرة قدم أوروغواياني.

### أبريل
- 3 أبريل – فيديريكو رودريغيز لاعب كرة قدم أوروغواياني.
- 4 أبريل – خيرمان فيريرا لاعب كرة قدم أوروغواياني.
- 23 أبريل – ماتياس سوتو لاعب كرة قدم أوروغواياني.
- 26 أبريل – بابلو ليما لاعب كرة قدم أوروغواياني.
- 26 أبريل – يجناكيو لوريس فاريلا لاعب كرة قدم أوروغواياني.

### مايو
- 16 مايو – غوزمان بيريرا لاعب كرة قدم أوروغواياني.
- 16 مايو – غونزالو راموس لاعب كرة قدم أوروغواياني.

### يونيو
- 13 يونيو – دييغو مارتين كاباييرو لاعب كرة قدم أوروغواياني.
- 17 يونيو – لياندرو كابريرا لاعب كرة قدم إسباني.
- 26 يونيو – ساشا انيف لاعب كرة قدم أوروغواياني.

### يوليو
- 1 يوليو – ماتياس جونز لاعب كرة قدم أوروغواياني.
- 22 يوليو – نيكولاس رودريغيز لاعب كرة قدم أوروغواياني.

### أغسطس
- 2 أغسطس – برونو فيتيبالدو لاعب كرة سلة أوروغواياني.
- 24 أغسطس – ماتياس فيسينو لاعب كرة قدم أوروغواياني.
- 25 أغسطس – أليكس مارتينيز لاعب كرة قدم أوروغواياني.

### سبتمبر
- 16 سبتمبر – ماكسيميليانو بيرغ لاعب كرة قدم أوروغواياني.
- 19 سبتمبر – دييغو زابالا لاعب كرة قدم أوروغواياني.

### أكتوبر
- 2 أكتوبر – غونزالو فريتاس لاعب كرة قدم أوروغواياني.

### ديسمبر
- 14 ديسمبر – ميتشيل دوارتي لاعب كرة قدم أوروغواياني.
- 22 ديسمبر – لويس ماتشادو لاعب كرة قدم أوروغواياني.

## وفيات

### أغسطس
- 9 أغسطس – شوبرت غامبيتا (مواليد 1920) لاعب كرة قدم أوروغواياني.

### سبتمبر
- 13 سبتمبر – حزقيال بابلو تيرا (مواليد 1924)